# Pierrefitte-sur-Sauldre
Pierrefitte-sur-Sauldre est une commune française située dans le département de Loir-et-Cher, en région Centre-Val de Loire.
Localisée à l'est du département, la commune fait partie de la petite région agricole « la Grande Sologne », vaste étendue de bois et de prés aux récoltes médiocres. Avec une superficie de 7 496 ha en 2017, la commune fait partie des huit communes les plus étendues du département.
Pierrefitte-sur-Sauldre est réputé comme étant un des plus beaux villages fleuris de France notamment grâce à ses massifs composés de nombreuses variétés de plantes, ses forêts giboyeuses, ses étangs mais aussi à la préservation et à l'authenticité de son architecture en brique typiquement solognote,.
L'occupation des sols est marquée par l'importance des espaces agricoles et naturels qui occupent la quasi-totalité du territoire communal. Plusieurs espaces naturels d'intérêt sont présents dans la commune : un site natura 2000, trois zones naturelles d'intérêt écologique, faunistique et floristique (ZNIEFF) et un espace naturel sensible,  En 2010, l'orientation technico-économique de l'agriculture dans la commune est la culture des céréales et des oléoprotéagineux. À l'instar du département qui a vu disparaître le quart de ses exploitations en dix ans, le nombre d'exploitations agricoles a fortement diminué, passant de 19 en 1988, à 21 en 2000, puis à 19 en 2010.

## Géographie

### Localisation et communes limitrophes
La commune de Pierrefitte-sur-Sauldre se trouve à l'est du département de Loir-et-Cher, dans la petite région agricole de la Grande Sologne,. À vol d'oiseau, elle se situe à 62,3 km  de Blois, préfecture du département, à 34,8 km de Romorantin-Lanthenay, sous-préfecture, et à 12,3 km de Salbris, chef-lieu du canton de la Sologne dont dépend la commune depuis 2015. La commune fait en outre partie du bassin de vie de Salbris.
Les communes les plus proches sont : 
Souesmes (6,5 km), Nouan-le-Fuzelier (8,9 km), Brinon-sur-Sauldre (9,8 km)(Cher), Chaon (10,7 km), Salbris (12,3 km), Sainte-Montaine (13 km)(Cher), Clémont (13,2 km)(Cher), Lamotte-Beuvron (13,5 km) et Ménétréol-sur-Sauldre (13,9 km) (Cher).
| Lamotte-Beuvron   | Chaon                   | Brinon-sur-Sauldre    |
| Nouan-le-Fuzelier | Pierrefitte-sur-Sauldre | Sainte-Montaine       |
| Salbris           | Souesmes                | Ménétréol-sur-Sauldre |

### Hydrographie
La commune est drainée par la Grande Sauldre affluent de la Sauldre (15,01 km), le Beuvron (1,42 km), l'ancien canal de la Sauldre, le canal de la Sauldre (3,9 km), le Néant (2,446 km), la Boute Vive (4,295 km), le Bouillon (4,64 km), le Méant (5,514 km) et par divers petits cours d'eau, constituant un réseau hydrographique de 81,57 km de longueur totale.
La Grande Sauldre traverse la commune du nord-est vers le sud-ouest. D'une longueur totale de 183,1 km, elle prend sa source dans la commune de Humbligny (Cher) et se jette  dans le Cher à Selles-sur-Cher (Loir-et-Cher), après avoir traversé 29 communes.
Le Beuvron, d'une longueur totale de 115,2 km, prend sa source dans la commune de Coullons, dans le Loiret et se jette  dans la Loire à Candé-sur-Beuvron, après avoir traversé 29 communes.
Le canal de la Sauldre est un canal de 46,810 km joignant Blancafort dans le Cher, à Lamotte-Beuvron dans le Loir-et-Cher. Il présente la particularité unique en France de n'être relié à aucune voie navigable, si bien qu'on a pu dire que c'est « un canal sans queue ni tête ».
Le Néant traverse la commune d'est en ouest. D'une longueur totale de 40,7 km, il prend sa source dans la commune de Pierrefitte-sur-Sauldre (Loir-et-Cher) et se jette  dans le Beuvron à Montrieux-en-Sologne (Loir-et-Cher), après avoir traversé 6 communes.
La Boute Vive, d'une longueur totale de 15,6 km, prend sa source dans la commune de Sainte-Montaine et se jette  dans la Sauldre à Pierrefitte-sur-Sauldre, après avoir traversé 3 communes.

### Climat
Pour des articles plus généraux, voir Climat du Centre-Val de Loire et Climat de Loir-et-Cher.
En 2010, le climat de la commune est de type climat océanique dégradé des plaines du Centre et du Nord, selon une étude du CNRS s'appuyant sur une série de données couvrant la période 1971-2000. En 2020, Météo-France publie une typologie des climats de la France métropolitaine dans laquelle la commune est exposée à un climat océanique altéré et est dans la région climatique Centre et contreforts nord du Massif Central, caractérisée par un air sec en été et un bon ensoleillement.
Pour la période 1971-2000, la température annuelle moyenne est de 11,1 °C, avec une amplitude thermique annuelle de 15,4 °C. Le cumul annuel moyen de précipitations est de 738 mm, avec 11,4 jours de précipitations en janvier et 7,3 jours en juillet. Pour la période 1991-2020, la température moyenne annuelle observée sur la station météorologique de Météo-France la plus proche, dans la commune de Lamotte-Beuvron à 14 km à vol d'oiseau, est de 11,8 °C et le cumul annuel moyen de précipitations est de 768,2 mm,. Pour l'avenir, les paramètres climatiques de la commune estimés pour 2050 selon différents scénarios d'émission de gaz à effet de serre sont consultables sur un site dédié publié par Météo-France en novembre 2022.

### Milieux naturels et biodiversité

#### Sites Natura 2000
Le réseau Natura 2000 est un réseau écologique européen de sites naturels d'intérêt écologique élaboré à partir des Directives « Habitats » et « Oiseaux ». Ce réseau est constitué de Zones spéciales de conservation (ZSC) et de Zones de protection spéciale (ZPS). Dans les zones de ce réseau, les États membres s'engagent à maintenir dans un état de conservation favorable les types d'habitats et d'espèces concernés, par le biais de mesures réglementaires, administratives ou contractuelles. L'objectif est de promouvoir une gestion adaptée des habitats tout en tenant compte des exigences économiques, sociales et culturelles, ainsi que des particularités régionales et locales de chaque État membre. Les activités humaines ne sont pas interdites, dès lors que celles-ci ne remettent pas en cause significativement l'état de conservation favorable des habitats et des espèces concernés. Une partie du territoire communal est incluse dans le site Natura 2000 : 
la « Sologne », d'une superficie de 346 184 ha.

#### Zones naturelles d'intérêt écologique, faunistique et floristique
L'inventaire des zones naturelles d'intérêt écologique, faunistique et floristique (ZNIEFF) a pour objectif de réaliser une couverture des zones les plus intéressantes sur le plan écologique, essentiellement dans la perspective d'améliorer la connaissance du patrimoine naturel national et de fournir aux différents décideurs un outil d'aide à la prise en compte de l'environnement dans l'aménagement du territoire. Le territoire communal de Pierrefitte-sur-Sauldre comprend trois ZNIEFF : 
- les « Étangs et landes de la Bardellière » (72,57 ha)[26] ;
- les « Prairies de la Motte » (13,46 ha)[27] ;
- les « Vallée de la Boute Vive et Plateau des Grandes Rozelles » (751,12 ha)[28].

#### Espaces naturels sensibles
Dans le cadre de sa politique environnementale, le Conseil départemental labellise certains sites au patrimoine naturel remarquable, les « espaces naturels sensibles », dans le but de les préserver, les faire connaître et les valoriser. Vingt-six sites sont ainsi identifiés dans le département dont un situé sur le territoire communal : les « Prairies alluviales communales de Pierrefitte ».

## Urbanisme

### Typologie
Au 1er janvier 2024, Pierrefitte-sur-Sauldre est catégorisée bourg rural, selon la nouvelle grille communale de densité à sept niveaux définie par l'Insee en 2022.
Elle est située hors unité urbaine et hors attraction des villes,.

### Occupation des sols
L'occupation des sols est marquée par l'importance des espaces agricoles et naturels (96,8 %). La répartition détaillée ressortant de la base de données européenne d'occupation biophysique des sols Corine Land Cover millésimée 2012 est la suivante : 
terres arables (11,6 %), 
cultures permanentes (0,6 %), 
zones agricoles hétérogènes (15,4 %), 
prairies (3,5 %), 
forêts (65,2 %), 
milieux à végétation arbustive ou herbacée (0,7 %), 
zones urbanisées (1 %), 
espaces verts artificialisés non agricoles (0,5 %), 
zones industrielles et commerciales et réseaux de communication (1,7 %), 
eaux continentales (0,5 %).

### Planification
La loi SRU du 13 décembre 2000 a incité fortement les communes à se regrouper au sein d'un établissement public, pour déterminer les partis d'aménagement de l'espace au sein d'un SCoT, un document essentiel d'orientation stratégique des politiques publiques à une grande échelle. La commune est dans le territoire du  SCOT de Grande Sologne, prescrit en juillet 2015.
En matière de planification, la commune disposait en 2017 d'un plan local d'urbanisme en révision. Par ailleurs, à la suite de la loi ALUR (loi pour l'accès au logement et un urbanisme rénové) de mars 2014, un plan local d'urbanisme intercommunal couvrant le territoire de la Communauté de communes La Sologne des rivières a été prescrit le 14 décembre 2015.

### Habitat et logement
Le tableau ci-dessous présente la typologie des logements à Pierrefitte-sur-Sauldre en 2016 en comparaison avec celle du Loir-et-Cher et de la France entière. Une caractéristique marquante du parc de logements est ainsi une proportion de résidences secondaires et logements occasionnels (20,8 %) supérieure à celle du département (18 %) et à celle de la France entière (9,6 %). Concernant le statut d'occupation de ces logements, 72,1 % des habitants de la commune sont propriétaires de leur logement (69,5 % en 2011), contre 68,1 % pour le Loir-et-Cher et 57,6 pour la France entière.
|                                                         | Pierrefitte-sur-Sauldre | Loir-et-Cher | France entière |
| ------------------------------------------------------- | ----------------------- | ------------ | -------------- |
| Résidences principales (en %)                           | 64,1                    | 74,5         | 82,3           |
| Résidences secondaires et logements occasionnels (en %) | 20,8                    | 18           | 9,6            |
| Logements vacants (en %)                                | 15,0                    | 7,5          | 8,1            |

### Risques majeurs
Le territoire communal de Pierrefitte-sur-Sauldre est vulnérable à différents aléas naturels : inondations (par débordement de la Sauldre ou du Beuvron), climatiques (hiver exceptionnel ou canicule), feux de forêts, mouvements de terrains ou sismique (sismicité très faible). Il est également exposé à un risque technologique :  le transport de matières dangereuses,.

#### Risques naturels

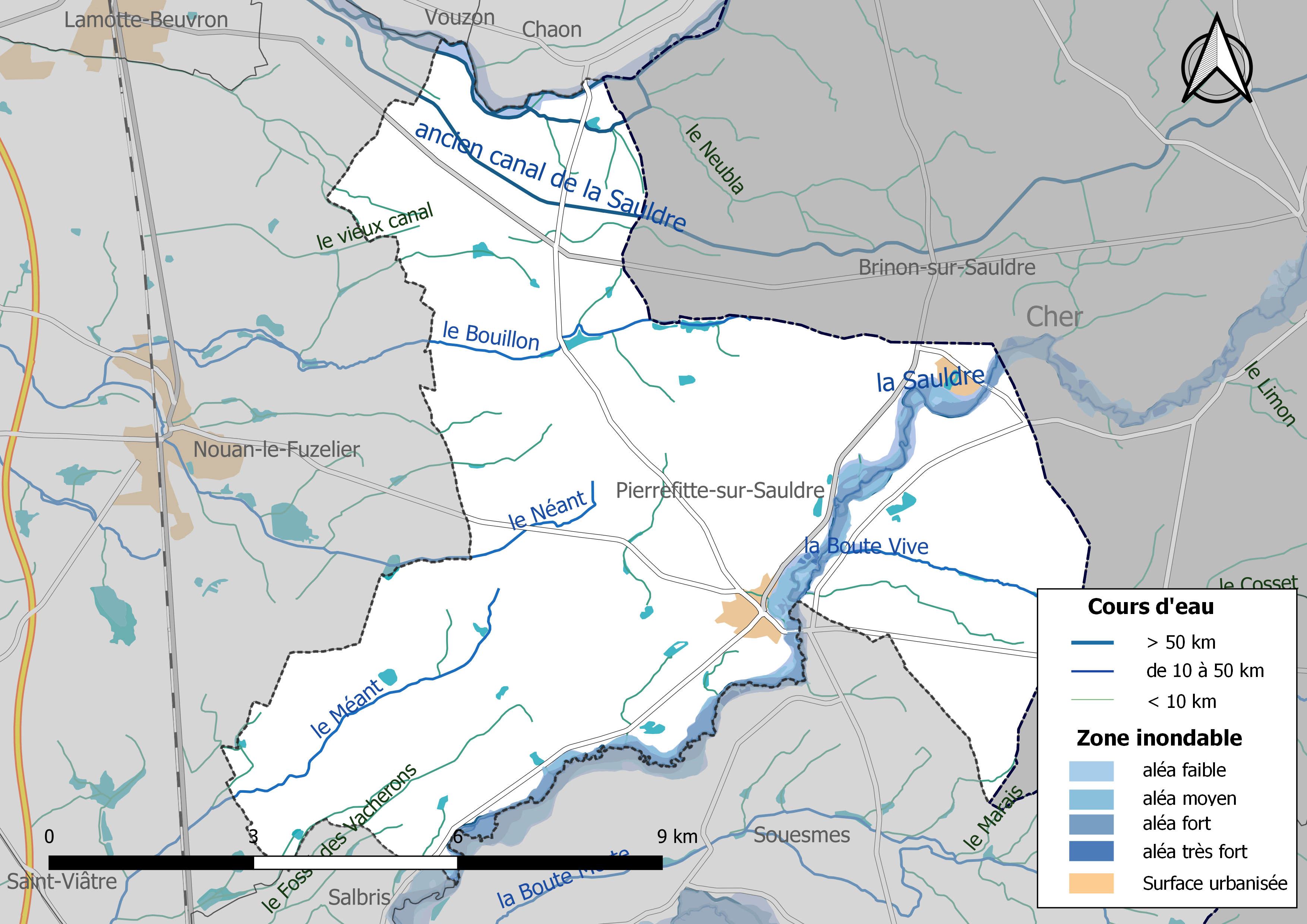
Zones inondables de la commune de Pierrefitte-sur-Sauldre.

Les mouvements de terrains susceptibles de se produire dans la commune sont liés au retrait-gonflement des argiles. Le phénomène de retrait-gonflement des argiles est la conséquence d'un changement d'humidité des sols argileux. Les argiles sont capables de fixer l'eau disponible mais aussi de la perdre en se rétractant en cas de sécheresse. Ce phénomène peut provoquer des dégâts très importants sur les constructions (fissures, déformations des ouvertures) pouvant rendre inhabitables certains locaux. La carte de zonage de cet aléa peut être consultée sur le site de l'observatoire national des risques naturels Georisques.
Un atlas des zones inondables du Beuvron est établi en décembre 2003. Les crues historiques du Beuvron sont celles de 1856, de 1910 et de 1936-1937. Le débit de la crue de référence varie ainsi entre 60 et 160 m3/s selon les sections.

#### Risques technologiques
Le risque de transport de marchandises dangereuses dans la commune est lié à sa traversée par une canalisation de transport de gaz. Un accident se produisant sur une telle infrastructure est en effet susceptible d'avoir des effets graves au bâti ou aux personnes jusqu'à 350 m, selon la nature du matériau transporté. Des dispositions d'urbanisme peuvent être préconisées en conséquence.

## Toponymie
Pierrefitte est issu du latin petra ficta, « pierre fichée, plantée ». Ce toponyme peut être l'évocation d'une borne milliaire.

## Histoire
- Selon certains chercheurs, l'ancienne voie romaine reliant Autricum--Chartres à Avaricum--Bourges via Cenabum--Orléans passait sur le territoire de la commune.
- Sous l'Ancien Régime, la paroisse de Pierrefitte appartenait à la généralité, subdélégation, et élection d'Orléans. Elle dépendait du grenier à sel de Sully-sur-Loire. Pour la justice royale, elle relevait du bailliage d'Orléans. Au point de vue religieux elle appartenait au diocèse d'Orléans et à l'archidiaconé de Sully-sur-Loire.
- Au XVIIe siècle, un tiers des « feux » (foyers fiscaux) de la paroisse appartenait par années alternatives (une année sur deux) à Pierrefitte d'une part, et à Brinon-sur-Sauldre, Nouan-le-Fuzelier et Salbris d'autre part.

## Patrimoine

### Le menhir, Pierrefitte ou Pierre Fichée
Le menhir de Pierrefitte qui a donné son nom à la commune, aurait été brisé en trois morceaux que l'on peut voir aujourd'hui en divers endroits de la voie publique :
2 morceaux se trouvent aujourd'hui à l'angle de la Rue du Presbytère et de la Place du Champ de Foire.
1 morceau est placé sur le trottoir du 24 rue de Souesmes, le long du mur de l’Ecole des Filles
le dernier morceau est placé devant le 1 rue du Gué du Poirier à la jonction avec la rue Saint-Jacques

### Les moulins
Les moulins sont répartis sur trois cours d'eau :
- sur le Beuvron : le moulin de la Brosse, le moulin du Coudray ;
- sur la Sauldre : le moulin de Villemignon, le moulin-Bourdon, moulin de l'Ardoise ;
- sur la Boute : le moulin Sarrazin, le moulin des Fossés.

### Le pont
Jusqu'à la Révolution française, Pierrefitte-sur-Sauldre bénéficia de privilèges fiscaux (droit d'octroi pesant sur certains animaux - droit de « pied fourché » - et diverses marchandises) liés à son statut de « ville », c'est-à-dire de localité fortifiée (voir ci-dessous le paragraphe relatif aux fossés).
On traversait autrefois la Sauldre à gué (mais en raison des hautes eaux de l'hiver on ne pouvait le franchir que quatre mois par an), et par un pont de bois plus ou moins bien entretenu selon les époques, ce qui pouvait nuire à la circulation et donc au commerce. En 1755 le pont fut réparé, mais il fut si mal entretenu par la suite qu'à la veille de la Révolution de 1789 les utilisateurs ne pouvaient le franchir sans faire courir un danger évident aux équipages de chevaux. Située sur la grande route d'Orléans à Bourges empruntée dès l'Antiquité, Pierrefitte avait été un lieu de passage très important jusqu'en 1770, surtout au Moyen Âge. Les travaux d'amélioration de la route royale reliant Orléans à Vierzon par Salbris, rectifiée, élargie et bien entretenue par l'administration des Ponts et Chaussées sous la direction de Trudaine, firent abandonner rapidement l'antique voie d'Orléans à Bourges par Ménestreau-en-Villette, Vouzon et Pierrefitte au profit de l'itinéraire La Ferté-Saint-Aubin, Lamotte-Beuvron et Salbris (alors route royale de Paris à Toulouse, et actuellement route nationale no 20).

### Les fossés
Le bourg était entouré de remparts de terre et de fossés d'une longueur de 1 200 mètres attribué à la période gauloise par des auteurs anciens, mais dont l'établissement ne remonte en réalité pas au-delà du XVIe siècle. En certains endroits, ces « fossés » ont encore de 4 à 6 mètres de large et de 1,50 à 3 mètres d'élévation. Autrefois, ils ont parfois servi de «refuge» à des miséreux : en 1668, un passant y découvre une fillette de 8 jours abandonnée. Mais ils pouvaient aussi être dangereux, puisqu'en 1758, une femme y périt « noyée par accident ».

### Les maisons et le dialecte
- Elle a taint (toit) couverte en chaume. Un soumurage, des soles (sols) des montants en boués (bois) anvec (avec) du torchis entére (en terre) eune  (une) porte et eune (une) croisée carrée d'un li-metre (demi-mètre), d'coûté (de côté) anvec (avec) qute  (quatre) pti  (petits) carreaux. A taint (toit)  d  (de) plafond bas et la poutre vous touchait si peu  qu'n'on t'ait (que l'on était) grand, les solives a taint (toit) brutes souvent  tortues (tordues). L'carr'lage (le carrelage) était souvent absent et on marchait sur la terre durcie.

### La chapelle

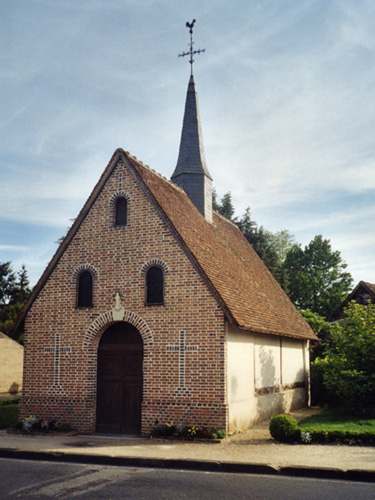
Chapelle Notre-Dame.

La chapelle Notre-Dame-des-Sept-Douleurs a été construite de l'an 1600 à l'an 1863.

### L'église

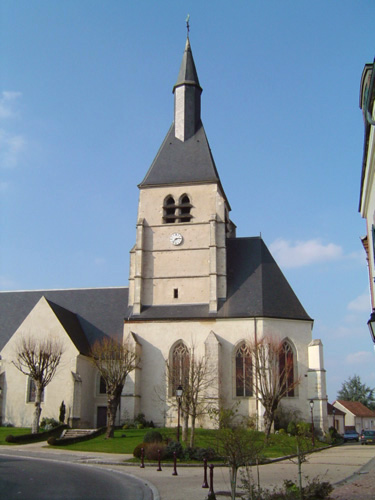
Église Saint-Étienne.

L'église Saint-Étienne dépendait autrefois du chapitre de la collégiale Saint-Vrain de Jargeau.
La nef est une construction romane, mais entièrement remaniée au XVIe siècle.
Extérieurement, l'église ressemblait à celle de Brinon-sur-Sauldre, ou de Souvigny-en-Sologne. Des galeries de 3 mètres de large l'entouraient, sur une longueur de 25 mètres à l'ouest, puis se prolongeaient de 12 mètres à l'est, pour venir s'appuyer sur la chapelle de la Sainte-Vierge bâtie au XVe ou au XVIe siècle. Un porche de charpente de même style que les galeries précédait autrefois le portail roman. Galeries et porche ont été détruits en 1875, à la grande satisfaction du curé de l'époque, et malgré la protestation de quelques notables. 
L'église de Pierrefitte renferme un crucifix armorié du XVIe siècle, une table de communion du XVIIIe, et une peinture de La Cène du XVIIe provenant probablement de l'ancien retable.
L'église a été frappée par la foudre le 18 septembre 1937 occasionnant d'importants dégâts. Les travaux de réparations s'achevèrent en avril 1940
La chapelle du Sacré-Cœur fut construite en 1875 grâce aux dons des demoiselles Dezellus.

### Le château de Bois-Rabot
Le château de Bois-Rabot se situe à Pierrefitte-sur-Sauldre.

### Le cimetière
- La dernière inhumation dans le cimetière primitif entourant l'église eut lieu le 3 juillet 1838.
- L'auditoire (ancien tribunal local, à l'origine seigneurial) et la prison qui y était associée furent démolis en 1811.

## Politique et administration

### Découpage territorial
La commune de Pierrefitte-sur-Sauldre est membre de la Communauté de communes du Grand Chambord, un établissement public de coopération intercommunale (EPCI) à fiscalité propre créé le 1er janvier 2002.
Elle est rattachée sur le plan administratif à l'arrondissement de Romorantin-Lanthenay, au département de Loir-et-Cher et à la région Centre-Val de Loire, en tant que circonscriptions administratives. Sur le plan électoral, elle est rattachée au canton de la Sologne depuis 2015 pour l'élection des conseillers départementaux et à la deuxième circonscription de Loir-et-Cher pour les élections législatives.

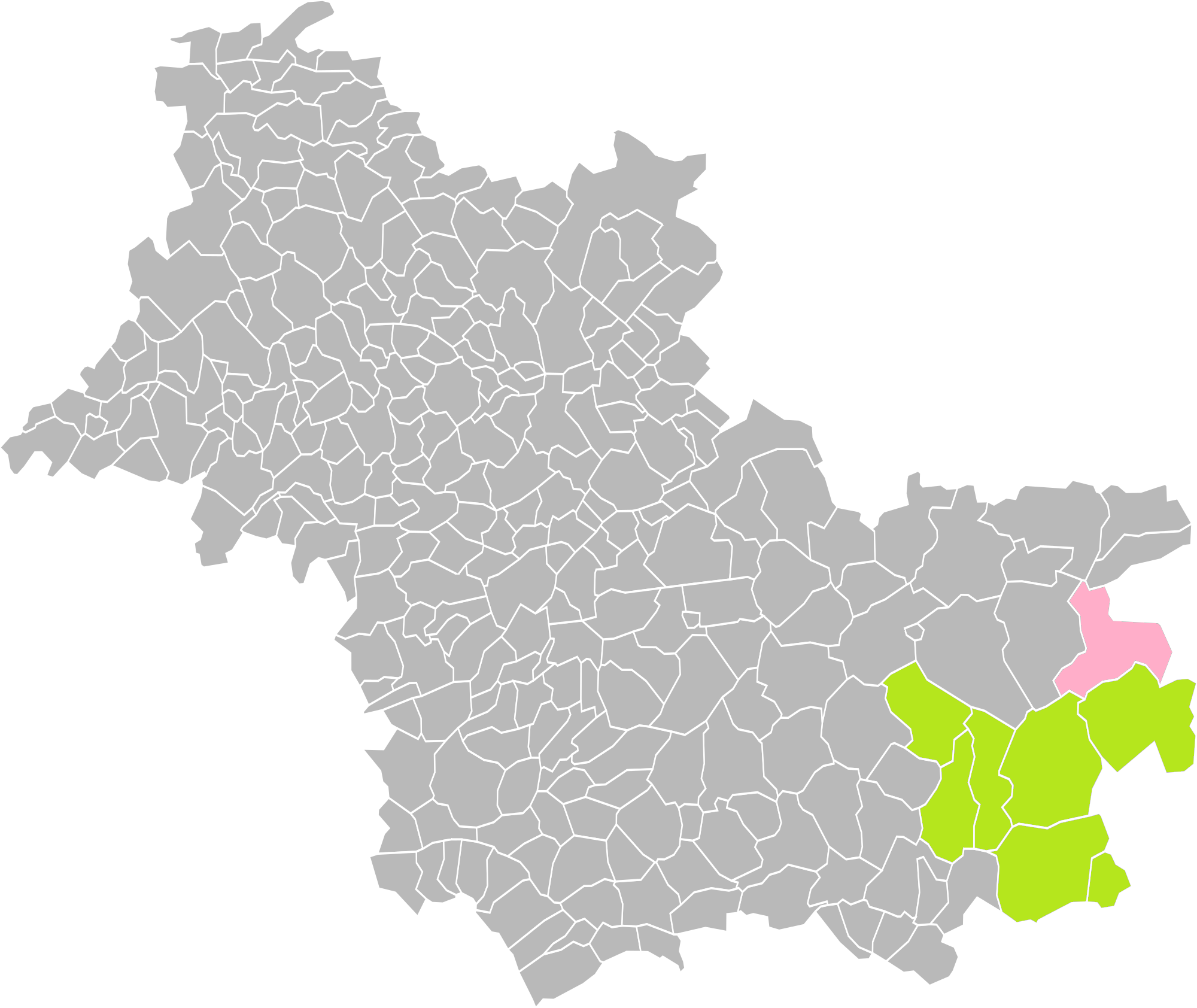
Pierrefitte-sur-Sauldre dans l'intercommunalité en 2016.
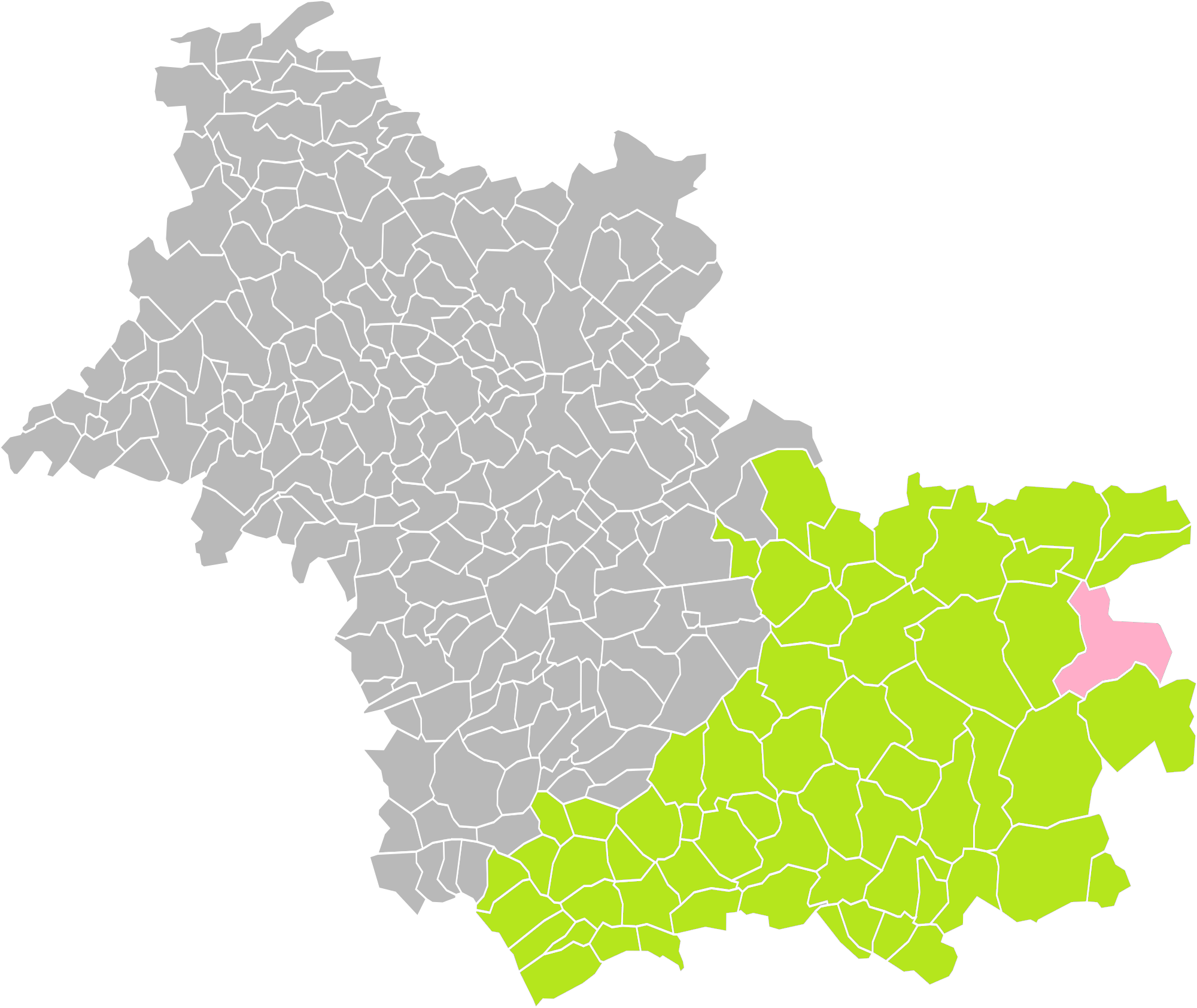
Pierrefitte-sur-Sauldre dans l'arrondissement de Romorantin-Lanthenay en 2016.
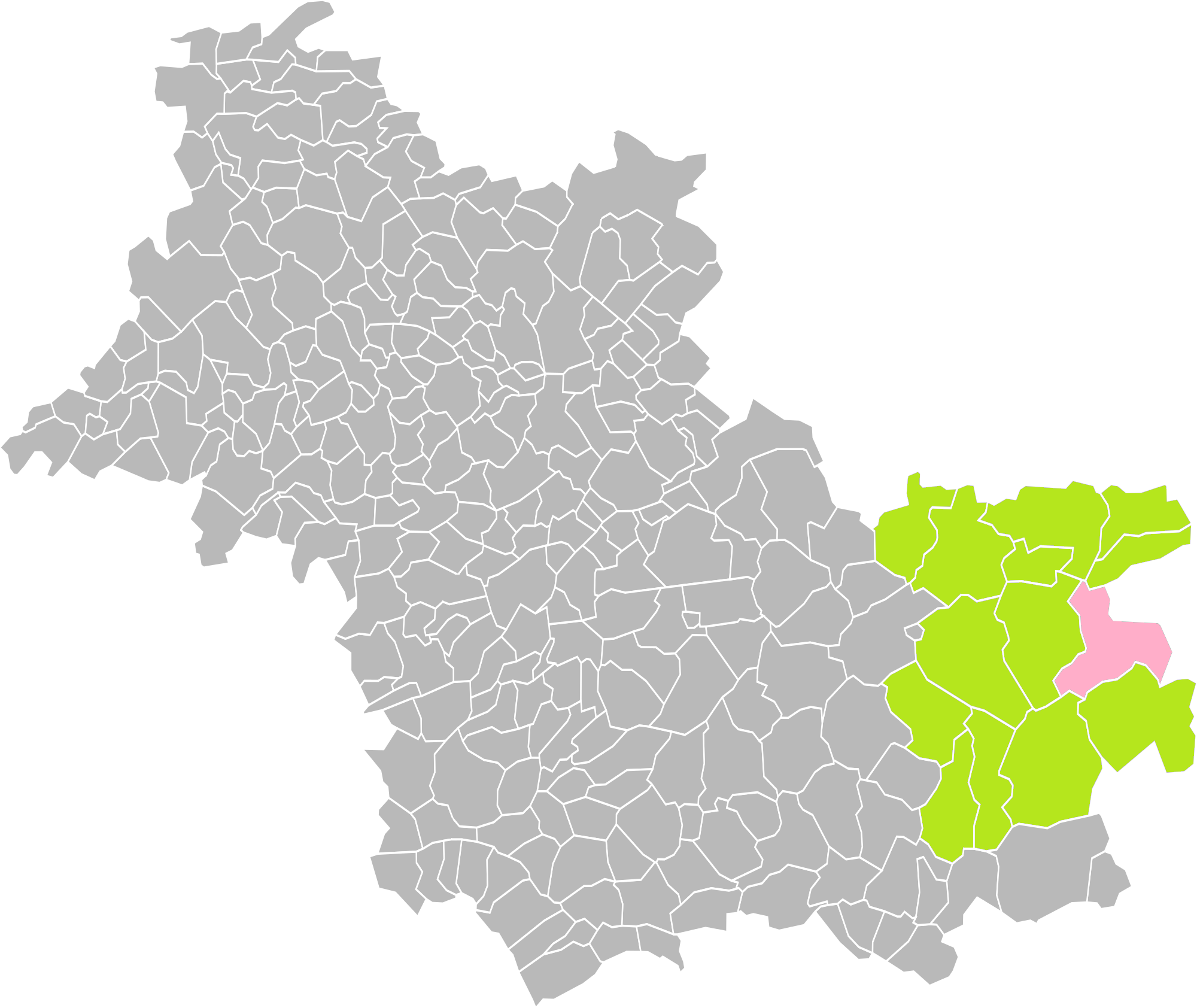
Pierrefitte-sur-Sauldre dans le canton de la Sologne en 2016.

### Politique et administration municipale

#### Conseil municipal et maire
Le conseil municipal de Pierrefitte-sur-Sauldre, commune de moins de 1 000 habitants, est élu au scrutin majoritaire plurinominal avec listes ouvertes et panachage. Compte tenu de la population communale, le nombre de sièges au conseil municipal est de 15. Le maire, à la fois agent de l'État et exécutif de la commune en tant que collectivité territoriale, est élu par le conseil municipal au scrutin secret lors de la première réunion du conseil suivant les élections municipales, pour un mandat de six ans, c'est-à-dire pour la durée du mandat du conseil.
| Période                                  | Période      | Identité              | Étiquette      | Qualité                                                |
| ---------------------------------------- | ------------ | --------------------- | -------------- | ------------------------------------------------------ |
| 1959                                     | 1971         | Jean Courpotin        | Sans étiquette | Ingénieur retraité de la Société des Automobiles Latil |
| avril 2014                               | juillet 2020 | Jacques Laure         |                | Retraité de l'enseignement                             |
| juillet 2020                             | En cours     | Bernadette Courrioux, |                | Agricultrice sur moyenne exploitation                  |
| Les données manquantes sont à compléter. |              |                       |                |                                                        |

### Politique environnementale
Dans son palmarès 2016, le Conseil National des Villes et Villages Fleuris de France a attribué trois fleurs à la commune au Concours des villes et villages fleuris.

## Population et société

### Démographie

#### Évolution démographique
L'évolution du nombre d'habitants est connue à travers les recensements de la population effectués dans la commune depuis 1793. Pour les communes de moins de 10 000 habitants, une enquête de recensement portant sur toute la population est réalisée tous les cinq ans, les populations de référence des années intermédiaires étant quant à elles estimées par interpolation ou extrapolation. Pour la commune, le premier recensement exhaustif entrant dans le cadre du nouveau dispositif a été réalisé en 2005.

En 2022, la commune comptait 752 habitants, en évolution de −6 % par rapport à 2016 (Loir-et-Cher : −1,15 %, France hors Mayotte : +2,11 %).
| 1793 | 1800 | 1806 | 1821 | 1831 | 1836  | 1841  | 1846  | 1851  |
| ---- | ---- | ---- | ---- | ---- | ----- | ----- | ----- | ----- |
| 866  | 764  | 808  | 946  | 958  | 1 073 | 1 020 | 1 040 | 1 099 |

| 1856  | 1861  | 1866  | 1872  | 1876  | 1881  | 1886  | 1891  | 1896  |
| ----- | ----- | ----- | ----- | ----- | ----- | ----- | ----- | ----- |
| 1 089 | 1 110 | 1 293 | 1 265 | 1 365 | 1 405 | 1 486 | 1 586 | 1 581 |

| 1901  | 1906  | 1911  | 1921  | 1926  | 1931  | 1936  | 1946  | 1954  |
| ----- | ----- | ----- | ----- | ----- | ----- | ----- | ----- | ----- |
| 1 597 | 1 601 | 1 556 | 1 441 | 1 329 | 1 246 | 1 150 | 1 069 | 1 041 |

| 1962 | 1968 | 1975 | 1982 | 1990 | 1999 | 2005 | 2006 | 2010 |
| ---- | ---- | ---- | ---- | ---- | ---- | ---- | ---- | ---- |
| 984  | 892  | 869  | 907  | 835  | 851  | 854  | 863  | 842  |

| 2015 | 2020 | 2022 | - | - | - | - | - | - |
| ---- | ---- | ---- | - | - | - | - | - | - |
| 806  | 739  | 752  | - | - | - | - | - | - |

#### Pyramide des âges
La population de la commune est relativement âgée.
En 2018, le taux de personnes d'un âge inférieur à 30 ans s'élève à 21,0 %, soit en dessous de la moyenne départementale (31,3 %). À l'inverse, le taux de personnes d'âge supérieur à 60 ans est de 44,7 % la même année, alors qu'il est de 31,6 % au niveau départemental.
En 2018, la commune comptait 370 hommes pour 400 femmes, soit un taux de 51,95 % de femmes, légèrement supérieur au taux départemental (51,45 %).
Les pyramides des âges de la commune et du département s'établissent comme suit.
| Hommes | Classe d’âge | Femmes |
| ------ | ------------ | ------ |
| 1,4    | 90 ou +      | 2,3    |
| 14,6   | 75-89 ans    | 14,8   |
| 29,0   | 60-74 ans    | 27,3   |
| 16,6   | 45-59 ans    | 21,9   |
| 16,6   | 30-44 ans    | 13,3   |
| 8,5    | 15-29 ans    | 7,6    |
| 13,2   | 0-14 ans     | 12,8   |

| Hommes | Classe d’âge | Femmes |
| ------ | ------------ | ------ |
| 1,1    | 90 ou +      | 2,6    |
| 9,2    | 75-89 ans    | 11,9   |
| 19,7   | 60-74 ans    | 20,4   |
| 20,7   | 45-59 ans    | 20     |
| 16,5   | 30-44 ans    | 16,2   |
| 15,2   | 15-29 ans    | 13,2   |
| 17,6   | 0-14 ans     | 15,7   |

## Personnalités liées à la commune
- Arsène Alancourt (1892-1965), coureur cycliste français y est enterré.
- Jacques Dessange, coiffeur et homme d'affaires français, né dans la commune voisine de Souesmes, y possède une propriété, le domaine de l'Ardoise[62].